# Molke 440
Molke 440 es el nombre de una variedad cultivar de manzano (Malus domestica). Esta manzana está cultivada en la colección de germoplasma de manzanas del CSIC. Así mismo está cultivada en diversos viveros entre ellos algunos dedicados a conservación de árboles frutales en peligro de desaparición. Esta manzana es originaria de Cantabria, donde tuvo su mejor época de cultivo comercial antes de la década de 1960, y actualmente en menor medida aún se encuentra.

## Sinónimos
- "Manzana Molke 440",[6][8][9]
- "Rayona".[10]

## Historia
Cantabria presenta unas condiciones de clima y de suelos excelentes para el cultivo del manzano. De hecho, hasta mediados del siglo XX Cantabria tenía una gran variedad de manzanas tradicionales que surtían la demanda de manzanas de mesa en la zona. A partir de la década de 1960 estas fueron decayendo paulatinamente en su comercialización, en detrimento de variedades selectas extranjeras que dominan el mercado actual. Hay varias manzanas tradicionales que se están intentando recuperar por el CIFA, en Muriedas (Centro de Investigación y Formación Agraria de Cantabria).
'Molke 440' está considerada incluida en las variedades locales autóctonas muy antiguas, cuyo cultivo se centraba en comarcas muy definidas. Se caracterizaban por su buena adaptación a sus ecosistemas y podrían tener interés genético en virtud de su adaptación. Se encontraban diseminadas por todas las regiones fruteras españolas, aunque eran especialmente frecuentes en la España húmeda. Estas se podían clasificar en dos subgrupos: de mesa y de sidra (aunque algunas tenían aptitud mixta).
'Molke 440' es una variedad mixta, clasificada como de mesa, también se utiliza en la elaboración de sidra; difundido su cultivo en el pasado por los viveros comerciales y cuyo cultivo en la actualidad se ha reducido a huertos familiares y jardines privados.

## Características
El manzano de la variedad 'Molke 440' tiene un vigor medio; florece a inicios de mayo; tubo del cáliz ancho, cónico alargado o en forma de suave embudo, y con los estambres situados insertos por su mitad.
La variedad de manzana 'Molke 440' tiene un fruto de tamaño mediano; forma tronco-cónica o esférica y globosa, a veces deprimida en ambos lados, y con contorno asimétrico o regular; piel levemente grasa, en conjunto tosca; con color de fondo amarillo verdoso a amarillo canario, sobre color ausente, presenta o chapa ausente o levemente iniciada con pinceladas rosadas en la zona de insolación, acusa punteado abundante, uniforme, incoloro semejante a burbujas y entremezclado con otros ruginosos, y una sensibilidad al "russeting" (pardeamiento áspero superficial que presentan algunas variedades) débil; pedúnculo corto o medio, erecto, medianamente fino, engrosado en los dos extremos, anchura de la cavidad peduncular es amplia, profundidad de la cavidad pedúncular regularmente profunda, con ruda chapa ruginosa en el fondo y sobrepasando la cavidad, bordes irregularmente ondulados y rebajados frecuentemente de un lado, y con importancia del "russeting" en cavidad peduncular fuerte; anchura de la cavidad calicina estrecha, profundidad de la cav. calicina casi superficial, con bordes globosos y a la vez aplanados, y con importancia del "russeting" en cavidad calicina débil; ojo de tamaño medio, cerrado o entreabierto; sépalos triangulares, de puntas partidas, soldados en su base formando relieve, color verde agrisado oscuro dando aspecto tosco.
Carne de color crema amarillo; textura crujiente; sabor algo astringente; corazón centrado o desplazado hacia el pedúnculo, con líneas entrecortadas que lo enmarcan; eje abierto, y ancho; celdas muy redondas y cóncavas, puntiagudas en la inserción, cartilaginosas, más o menos brillantes; semillas alargadas y en su mayoría abortadas.
La manzana 'Molke 440' tiene una época de maduración y recolección temprana en el verano, se recolecta desde finales de julio hasta finales de agosto. Tiene uso mixto pues se usa como manzana de mesa fresca, y también como manzana para elaboración de sidra.